# 清水心跳
清水心跳（英語：Shimizu S-Pulse），又譯清水鼓動、清水脈搏等，是一支日本職業足球聯賽（J2）的球隊。
這支球隊於1991年加入日職聯，為日職的創始球隊之一，總部設於靜岡縣靜岡市（2003年合併前為清水市），主場為IAI日本平體育場。

## 沿革
清水是J連盟創立時初期的10支球隊之一，前身是靜岡社會人連盟中的清水FC。這支隊是由當地的少年足球俱樂部『清水足球俱樂部』出身的選手為主體，1991年加盟J聯賽時是以清水FCエスパルス的名義加盟，1996年才改名為【清水エスパルス】。
清水最早是由清水市市民、靜岡電視台、中日新聞東海本社跟富士電視台共同出資成立【株式会社エスラップ・コミュニケーションズ】，到1997年經營危機後由清水當地企業鈴與株式会社領同出資成立【株式会社エスパルス】成為第一支由地方區域式的共同出資來維持營運的球隊。

### 球隊理念
清水S-pulse標榜著一句：「わかちあう夢と感動と誇り」，中文意即「共同分享夢想、感動與榮耀」
並且配合著3個理念：
1.我們身為支持著當地人們對於運動的愛，以及支持他們的象徵，一起繼續創造夢想。
2.藉由足球讓更多人們瞭解對運動的感動，並持續幫助發展地區性運動。
3.我們的目標是帶著熱情，堂堂正正的競賽，成為本地的榮耀及最強的球隊。

### 隊名由來
S-PULSE是將足球（Soccer）、清水、静岡的頭文字S與所有熱愛著足球的縣民和市民的加油聲，以及為了表現出球隊的精神（Spirits）而得出S這個字母，再結合出有著「心的鼓動」意義的英文單字Pulse結合而得名；而心代表著球隊，心臟延伸出的血液代表著支持者們的羈絆，因此將之意譯為「心跳」。由於エスパルス的S-pulse是日本特有的組合字。通常都會翻成「清水心跳」之中文譯名。

## 球員名單
更新日期:2016年2月15日
註釋：國旗表示球員在國際足聯資格規則定義的國家隊。球員可能擁有一個以上非國際足聯國籍。
| 號碼 |                        | 位置 | 球員             |
| ---- | ---------------------- | ---- | ---------------- |
| 1    | 日本                   | 门将 | 櫛引政敏         |
| 2    | 日本                   | 后卫 | 三浦弦太         |
| 3    | 日本                   | 后卫 | 平岡康裕         |
| 4    | 日本                   | 后卫 | 鎌田翔雅         |
| 5    | 加拿大                 | 后卫 |                  |
| 6    | 日本                   | 中场 | 杉山浩太         |
| 7    | 日本                   | 中场 | 本田拓也（隊長） |
| 8    | 日本                   | 中场 | 石毛秀樹         |
| 9    | 朝鲜民主主义人民共和国 | 前锋 | 鄭大世           |
| 10   | 日本                   | 前锋 | 大前元紀         |
| 11   | 日本                   | 前锋 | 村田和哉         |
| 13   | 日本                   | 门将 | 杉山力裕         |
| 14   | 日本                   | 前锋 | 澤田崇           |
| 15   | 大韩民国               | 后卫 | 邊峻範           |
| 16   | 日本                   | 中场 | 六平光成         |
| 17   | 日本                   | 中场 | 河井陽介         |
| 19   | 澳大利亚               | 前锋 |                  |

| 號碼 |      | 位置 | 球員       |
| ---- | ---- | ---- | ---------- |
| 20   | 日本 | 中场 | 竹内涼     |
| 21   | 日本 | 门将 | 杉山力裕   |
| 22   | 日本 | 后卫 | 枝村匠馬   |
| 23   | 日本 | 前锋 | 北川航也   |
| 24   | 日本 | 后卫 | 川口尚紀   |
| 25   | 日本 | 后卫 | 松原后     |
| 28   | 日本 | 中场 | 八反田康平 |
| 29   | 日本 | 门将 | 高木和徹   |
| 30   | 日本 | 前锋 | 金子翔太   |
| 32   | 日本 | 中场 | 光崎伸     |
| 33   | 日本 | 前锋 | 加賀美翔   |
| 34   | 日本 | 中场 | 水谷拓磨   |
| 38   | 日本 | 后卫 | 福村貴幸   |
| 39   | 日本 | 中场 | 白崎凌兵   |
| 45   | 日本 | 后卫 | 角田誠     |

## 聯賽紀錄
清水心跳自1993年日職聯創立后一直於頂級的J1作賽，直至2015年10月降入下赛季的J2联赛。。

## 榮譽

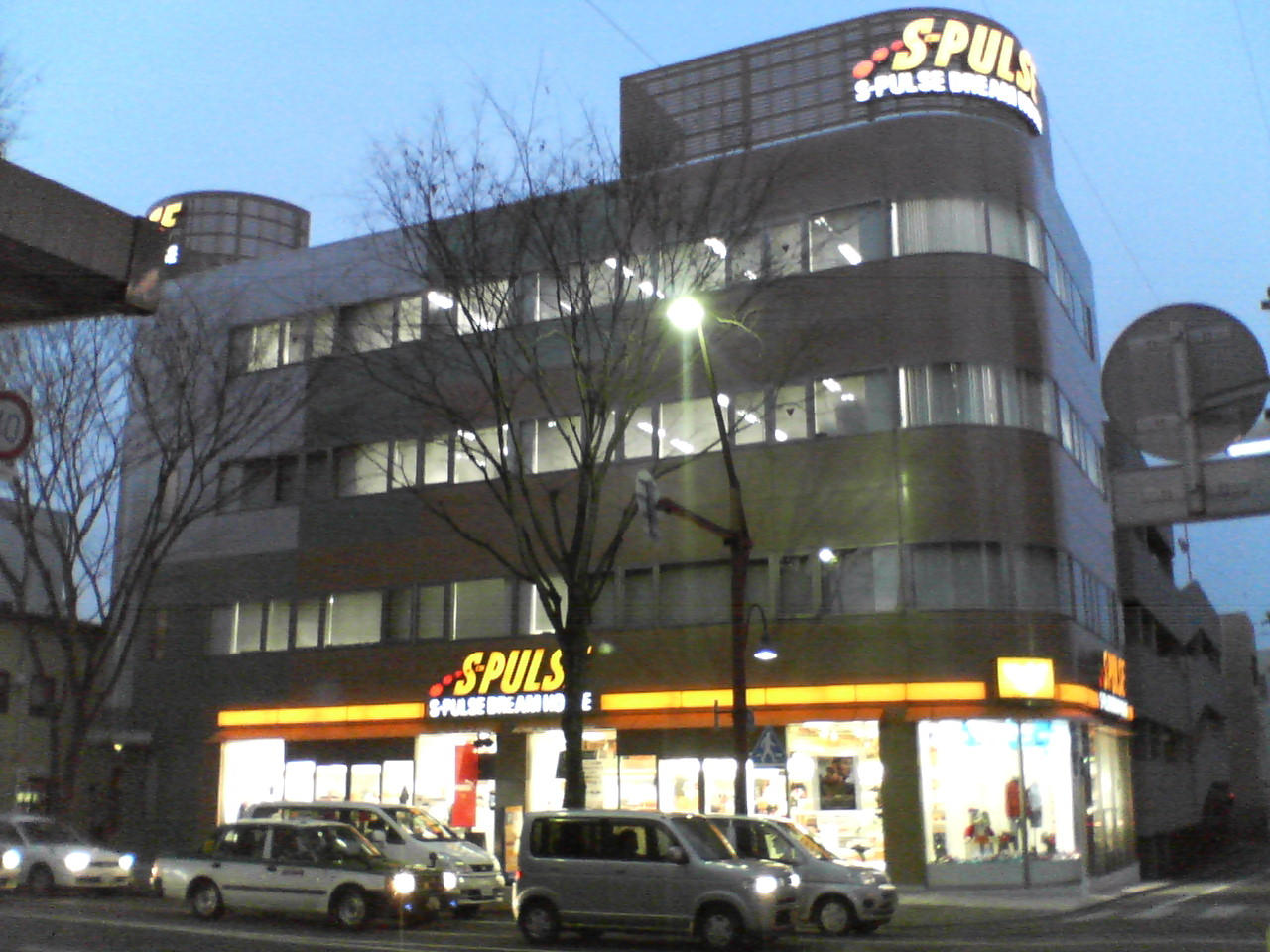
位於靜岡縣清水心跳的夢之屋

### 本地聯賽
- 日本職業足球甲級聯賽:
  - 亞軍 (1): 1999
  - 次階段冠軍 (1): 1999
- 日本職業足球乙級聯賽:
  - 冠軍 (1): 2024

### 本土盃賽
- 天皇盃:
  - 冠軍 (1): 2001年
  - 亞軍 (4): 1998年, 2000年, 2005年, 2010年
- 日聯盃:
  - 冠軍 (1): 1996年
  - 亞軍 (4): 1992年, 1993年, 2008年, 2012年
- 日超盃:
  - 冠軍 (2): 2001年, 2002年
  - 亞軍 (1): 1999年

### 洲際賽事
- 亞洲盃賽冠軍盃:
  - 冠軍 (1): 2000年
- 亞洲超級盃:
  - 亞軍 (1): 2000年
- 2012年亞洲超級球會挑戰盃:
  - 亞軍 (1): 2012年

## 著名前球员
- 阿歷斯·布魯斯基
- 米歇爾·杜基
- 罗纳尔多·罗德里格斯·德·热苏斯
- 贾米尼亚
- 馬高斯·保羅
- 保罗·贾梅利
- 弗朗西斯科·埃尔南迪·利马·达席尔瓦
- 安東尼奧·貝內迪托·達·席爾瓦
- 埃杜·曼加
- 卡洛斯·阿爾貝托·迪亞士
- 埃默森·卡瓦略·达席尔瓦
- 德揚·亞科維奇
- 伊格尔·茨维塔诺维奇
- 達尼埃萊·馬薩羅
- 科迪·莊臣
- 皮特·乌塔卡
- 米利沃耶·诺瓦科维奇
- 弗雷德里克·永贝里
- 馬克·鮑溫

## 外部連結
- 官方网站